# Niels Viggo Bentzon
 (octobre 2022).
Si vous disposez d'ouvrages ou d'articles de référence ou si vous connaissez des sites web de qualité traitant du thème abordé ici, merci de compléter l'article en donnant les références utiles à sa vérifiabilité et en les liant à la section « Notes et références ».
 (octobre 2022).
Pour les articles homonymes, voir Bentzon.
Niels Viggo Bentzon, né à Copenhague le 24 août 1919 et mort dans la même ville le 25 avril 2000, est un compositeur et pianiste danois. 

## Biographie
Niels Viggo Bentzon est le fils de Viggo Bentzon (1861-1937), recteur de l’Université de Copenhague, et de Karen Hartmann (1882-1977), pianiste de concert. Par sa mère, il descend de la famille du musicien et compositeur Johann Hartmann, notamment du compositeur Johannes Peter Emilius Hartmann
De 1938 à 1942, Bentzon fait ses études à l'Académie royale danoise de musique à Copenhague avec Knud Jeppesen et Christian Christiansen. Il enseigne ensuite au Conservatoire Royal de Musique d'Aarhus de 1945 à 1950, puis au Conservatoire royal de musique de Copenhague de 1950 à 1988. 
Dans le cadre de son activité de pianiste, il entreprend des enregistrements de ses propres œuvres ainsi que de celles de Beethoven, de Scriabine, de Busoni, de Schoenberg ou de Petrassi. Il s'inscrit dans la tradition des compositeurs-interprètes.
Bentzon aurait créé par improvisation en l'espace d'une soirée une sonate et une suite considérées comme suffisamment abouties pour être notées et enregistrées, notamment la suite en huit mouvements, transcrite et interprétée par Tonya Lemoh.
Son œuvre la plus jouée est le jingle D/S/B (ré /mi bémol/si bémol), sur l'acronyme de « Danske Statsbaner », compagnie de chemins de fer danoise, diffusée à l'arrivée des trains dans les gares danoises.
En parallèle de son métier de musicien, Bentzon est une personnalité médiatique, ayant fait plusieurs apparitions télévisées au Danemark.   

### Vie privée
Il consacre son temps libre à la peinture et au dessin. Atteint de dépressions chroniques, il reçoit à plusieurs reprises des soins en institution psychiatrique au cours de sa vie.  
Son fils Nikolaj Bentzon, né en 1964, exerce la profession de pianiste de jazz. 

## Œuvres
Auteur de vingt-quatre symphonies, de seize quatuors à cordes et de sept concertos pour piano, Niels Viggo Bentzon écrit des concertos d'autres instruments, des opéras, des ballets et des sonates, composant au cours de sa carrière 664 numéros d'opus. Son instrument de prédilection est le piano, employé dans un tiers de ses compositions, dont 31 sonates ainsi que des partitas, des suites, des toccatas et des études.  
Parmi ces œuvres figurent treize séries distinctes de vingt-quatre préludes et vingt-quatre fugues, intitulées « Clavier tempéré » en référence au Clavier bien tempéré de Bach. Bentzon enregistre lui-même l'intégralité de ce corpus, composé dans les vingt-quatre  tonalités majeures et mineures. Une 14ᵉ série est entamée mais reste inachevée. 
Son style musical s'inscrit dans un courant « néo-classique » et est influencé par Paul Hindemith, Johannes Brahms, Béla Bartok et Carl Nielsen. Par la suite, son écriture s'inspire de Benjamin Britten, d'Alban Berg et d'Igor Stravinsky, et ses sonates pour piano, de Prokofiev. 
Dans les années 1950, il explore la technique de la métamorphose et compose des œuvres dodécaphoniques, tout en conservant son style distinctif. Certaines de ses compositions sont devenues des classiques du répertoire danois. Son influence est considérée comme ayant marqué profondément la musique danoise et scandinave de la seconde moitié du XXe siècle. 
Bentzon est également l'auteur de romans, de nouvelles, de recueils de poésie, ainsi que d'ouvrages consacrés à Beethoven, à Hindemith et à la Musique dodécaphonique. 

### Pièces avec numéros d'opus
| - Op. 1 – Fantasy (Klaviermusik nº 1), pour piano - Op. 2 – Klaviermusik nº 2 - Op. 3 – Small Pieces (7), pour piano - Op. 4 – Sonate pour violon nº 1 - Op. 5 – Variations (8) on a Folk Dance, pour flûte solo - Op. 6 – Trio nº 1, pour violon, alto, et violoncelle - Op. 7a – Klavermusik nº 4, pour piano - Op. 7b – Klavermusik nº 5, pour piano - Op. 8 – Klavermusik nº 6, pour piano - (Op. 9) – Duo, pour violon et violoncelle (incomplet) - Op. 9 – Quatuor à cordes nº 1 - Op. 10 – Toccata, pour piano - Op. 11 – Sonatine, pour piano - Op. 12 – Quintette, pour flûte, hautbois, clarinette, basson et piano - Op. 13 – Prelude, Intermezzo, and Fugue, pour orgue - Op. 14 – Ouverture, pour orchestre de chambre - Op. 15 – Rhapsody, pour piano - Op. 17 – Variations (6) on a Theme, pour flûte et piano - Op. 18 – Suite and Variations, pour violon solo - Op. 19 – Divertimento, pour cordes - Op. 20 – Trio nº 2, pour flûte, hautbois et piano - Op. 21 – Variations, pour quintette à vent - Op. 22 – Symphonie nº 1 - Op. 23 – Bagatelles (4), pour piano - Op. 24 – Sonate pour violon nº 2 - Op. 25 – Trio, pour violon, violoncelle et piano - Op. 26 – Quatuor, pour flûte, hautbois, cor et basson - Op. 27 – Orchestra Sonate, pour flûte et cordes - Op. 28 – Capriccietta, pour violon et piano - Op. 29 – Quintette à vent nº 3 - Op. 30 – Sonate pour violon nº 3 - Op. 31 – Passacaglia pour piano - Op. 32 – Bagatelle pour quatuor à cordes - Op. 33 – Music pour seven instruments (instrumentation inconnue) - (Op. 33) – Quintette pour violon, clarinette, violoncelle, piano et guitare - Op. 34 – Study pour contrebasse solo - Op. 35 – √3 pour violon et piano - Op. 36 – Symphonie nº 2 - Op. 37 – Prelude and Fugue pour piano - Op. 38 – Partita pour piano - Op. 39 – Quatuor à cordes nº 2 - Op. 40 – Concert Etude; pour piano (porte à l'origine le titre de Sonate pour piano nº 1) - Op. 41 – Pièces (2); pour hautbois et piano - Op. 42 – Sonate pour piano nº 2 - Op. 43 – Sonate pour violoncelle nº 1 - Op. 44 – Sonate pour piano nº 3 - Op. 45 – 3 Dance Pieces pour piano - Op. 46 – Symphonie nº 3 - Op. 47 – Sonate pour cor - Op. 48 – 3 Concert Etudes pour piano - Op. 49 – Concerto pour piano nº 1 - Op. 50 – 5 Inventions pour piano - Op. 51 – Sonate nº 1 pour deux pianos - Op. 52 – Chamber Concert, pour 11 instruments - Op. 53 – Sonatina; pour violon solo - Op. 54 – Mosaique Musicale, pour flûte, violon, violoncelle et piano - Op. 55 – Symphonie nº 4 Metamorphosis - Op. 56 – Prelude and Rondo pour orchestre de chambre - Op. 57 – Sonate pour piano nº 4 - Op. 58 – Metaphor Ballet-Suite; pour orchestre - Op. 59 – Quintette à vent nº 4 - Op. 60 – Lille Suite pour cordes - Op. 61 – Symphonie nº 5 Ellipse - Op. 62 – Sonatine pour piano - Op. 63 – Sonate pour clarinette - Op. 64 – Intrada pour orchestre - Op. 65 – 11 Woodcuts, pour piano - Op. 66 – Symphonie nº 6 - Op. 67 – Hornbækiana Suite pour violon et piano - Op. 68 – 2 Nocturnes pour piano - Op. 69 – Piccolo-Concerto; pour piano et cordes - Op. 70 – Concerto pour violon nº 1 - Op. 71 – Sonate pour cor anglais - Op. 72 – Quatuor à cordes nº 3 - Op. 73 – Sonate pour trompette - Op. 74 – Concerto pour hautbois - Op. 75 – Variazioni Breve; pour orchestre - Op. 76 – Ballads (3); pour mezzo-soprano et piano - Op. 77 – Sonate pour piano nº 5 - Op. 78 – Prologue, Rondo, and Epilogue pour piano à 4 mains - Op. 79 – 2 Songs pour soprano et piano - Op. 80 – Quintette à vent - Op. 81 – Prologue, Dialogue, and Epilogue; pour flûte et piano - Op. 82 – Trio; pour trompette, horn, et trombone - Op. 83 – Symphonie nº 7 - Op. 84 – Duo; pour violon et violoncelle - Op. 85 – Capriccio; pour piano - Op. 86 – Kaleidoscope; pour piano - Op. 87 – Concerto pour piano nº 3 - Op. 88 – Elegy; pour clarinette, basson, violon, alto, violoncelle, et contrebasse - Op. 89 – Kurtisanen, ballet - Op. 90 – Sonate pour piano nº 6 - Op. 91 – Quatuor pour flûte, hautbois, basson, et piano - Op. 92 – Variations symphoniques pour orchestre - Op. 93 – Variations pour flûte solo - Op. 94 – Triple Concerto pour hautbois, clarinette, basson et cordes - Op. 95 – Quatuor à cordes nº 4 - Op. 96 – Concerto pour piano nº 4 - Op. 97 – Pentachord pour piano - Op. 98 – Theme and Variation pour cor anglais, violon et violoncelle - Op. 99a – Piece pour 12 pianos - Op. 99b – Fantasy and Rondo pour flûte et piano - Op. 100 – Sinfonia Concertante; pour violon, alto, violoncelle, clarinette et ensemble - Op. 101 – Suite symphonique; pour orchestre - Op. 102 – Suite; pour piano - Op. 103 – 14 Variations pour orgue - Op. 104 – 13 Simple Variations pour piano - Op. 105 – Quatuor à cordes nº 5 - Op. 106 – Concerto pour violoncelle nº 1 - Op. 107 – Pastorale pour orchestre - Op. 108 – Concertino "Hommage to Mozart" pour orchestre - Op. 109 – Pezzi Sinfonici pour orchestre - Op. 110 – Sonate pour violoncelle solo - Op. 111 – 9 Pieces pour violon et alto - Op. 112 – 12 Preludes pour piano - Op. 113 – Symphonie nº 8 'Sinfonia Discrezione' - Op. 114 – Concerto pour cordes - Op. 115 – Concerto pour 6 percussionnistes - Op. 116 – Quintette à vent nº 5 - Op. 117 – Sonate pour piano à 4 mains - Op. 118 – Trio pour violon, violoncelle, et piano - Op. 119 – Symphonic Fantasy pour 2 pianos et orchestre - Op. 120 – Elementi Aperti, pour mezzo-soprano et orchestre - Op. 121 – Sonate pour piano nº 7 - Op. 122 – Sonate pour violon nº 4 - Op. 123 – Mutations pour orchestre - Op. 124 – Quatuor à cordes nº 6 - Op. 125 – 5 Mobiles pour orchestre - Op. 126 – Symphonie nº 9 - Op. 127 – 2 Monkton-Blues, pour orchestre - Op. 128 – Macbeth; œuvre dramatique - Op. 129 – Propostae Novae; pour 2 pianos - Op. 130 – Quintette; pour flûte, violon, alto, violoncelle, et piano - Op. 131 – Rhapsody; pour piano et orchestre - Op. 132 – Torquilla; oratorio pour narrateur, solistes, chœur, et orchestre - Op. 133 – Ostinato pour orchestre - Op. 134 – Trio pour clarinette, violoncelle et piano - Op. 135 – Alleluia; pour soprano et orgue - Op. 136 – Concerto pour violon nº 2 - Op. 137 – Overture; pour petit orchestre - Op. 138 – Bonjour Max Ernest; cantate pour chœur et petit orchestre - Op. 139 – Sinfonia da Camera; pour orchestre de chambre - Op. 140 – Epitaph; pour piano - Op. 141 – Døren; œuvre dramatique - Op. 142 – Papuanerdans; pour deux pianos - Op. 143 – Sonatine; pour deux pianos - Op. 144 – Faust III; opéra - Op. 145 – Koralforspil (3); pour orgue - Op. 146 – Concerto pour accordéon - Op. 147 – Concerto pour flûte nº 1 - Op. 148 – Concerto pour orchestre - Op. 149 – Concerto pour piano nº 5 - Op. 150 – Symphonie nº 10 Den Hymniske - Op. 151 – Ballet-Suite Hommage à Jean-Baptiste Lully pour piano - Op. 152 – Legend; pour chœur d'hommes et petit ensemble - Op. 153 – Meet the Danes; pour orchestre - Op. 154 – Suite pour Foreigners; pour orchestre - Op. 155 – Overture pour the Joyful Ladies of Windsor; pour orchestre - Op. 156 – An Arab in Cologne; pour narrateur et petit ensemble - Op. 157 – The Tempered Piano vol. 1 - Op. 158 – Symphonie nº 11 (Salzburg) - Op. 159 – 15 inventions à deux voix pour piano - Op. 160 – 15inventions à trois vois pour piano - Op. 161 – Puppets menuet and other Miniatures pour Children (9) pour piano - Op. 162 – Vignettes (2); pour piano - Op. 163 – Spanish Portraits (3); pour piano - Op. 164 – In the Zoo pour accordéon - Op. 165 – Quatuor à cordes nº 7 - Op. 166 – Symphonie nº 12 (Tunis) - Op. 167 – Copenhagen Concert nº 1 pour cordes - Op. 168 – Copenhagen Concert nº 2 pour cordes - Op. 169 – Copenhagen Concert nº 3 pour cordes - Op. 173 – Fredericksburg Suite nº 1 pour piano - Op. 174 – Fredericksburg Suite nº 2 pour piano - Op. 175 – 10 petits préludes pour piano - Op. 176 – Concerto pour violon, piano et percussion - Op. 177 – Jenny Von Westphalen, ballet - Op. 178 – Sinfonia Concertante nº 1 pour 6 accordéons et orchestre - Op. 179 – Stream Music nº 3; pour saxophone alto, trompette, contrebasse, piano et percussion - (Op. 179) – Montmartre Concert pour piano (notation graphique) - Op. 180 – Sonatina; pour flûte à bec et clavecin - Op. 181 – Symphonie nº 13 Military - Op. 182 – Henry Miller Suite; pour violoncelle - Op. 183 – Sonate pour violon nº 5 - (Op. 183) – Symphonie nº 14 (incomplet) - Op. 184 – Benumbing Experience; pour ensemble mixte - Op. 185 – Chemical Madrigals; pour chœur mixte a capella - Op. 186 – Spawn, Mycological Suite; pour orgue - Op. 187 – Iron Music; pour piano préparé, piano désaccordé, clavecin - Op. 188 – Trivial Synonyms; pour piano et acteur (notation graphique) - Op. 189 – Clothing Music; pour keyboards et requisites (notation graphique) - Op. 190 – Treasured Monuments; pour deux pianos w/ preparation, clavecin, etc. - Op. 191 – Glazier's Model; pour piano (notation graphique) - Op. 192 – Variable Music pour Danish State Radio; pour big band et narrateur - Op. 193 – Sonate pour piano nº 8 Faust - Op. 194 – Sonate pour piano nº 9 - Op. 195 – Concerto pour piano nº 6 - Op. 196 – Quintette; pour quatuor à cordes et piano - Op. 197 – Bijouteri; pour voix, piano, et instruments (notation graphique) - Op. 198 – European Vitality; pour voix, piano, et instruments (notation graphique) - Op. 199 – Muhammedansk Document; pour chœur et acteurs (notation graphique) - Op. 200 – Poetic Sonatine; pour hautbois solo - Op. 201 – Mali; pour soprano, deux percussionnistes, et piano - Op. 202 – Écossaises, pour piano - Op. 203 – Trio pour violon, alto, et violoncelle - Op. 204 – Sonate pour piano nº 10 (incomplet) - Op. 205 – Intelligence and Landscape pour piano (notation graphique) - Op. 207 – Ballet 800 Years; pour piano - Op. 209 – Hazardous Suite pour piano - Op. 210 – Ballade pour piano - Op. 211 – Fantasy-Impromptu; pour flûte en sol - Op. 212 – 6 Noble and Sentimental Waltzes pour piano - Op. 213 – 5 Mazurkas pour piano - Op. 214 – 8 Nocturnes in Colors pour piano - Op. 215 – Barcarole pour piano - Op. 216 – 7 Etudes pour piano - Op. 217 – Camp Duo pour violoncelle et flûte - Op. 218 – Scherzo pour piano - Op. 219 – Rondo Amoroso pour piano - Op. 220 – Manfred Overture pour orchestre - Op. 221 – Columbus eier Salt and Pepper pour accordéon - Op. 222 – European Form and Coda pour piano - Op. 223 – Sonate pour violoncelle nº 2 - Op. 224 – Heroic Piece pour trois pianos - Op. 225 – Concerto pour flûte à bec et autres instruments - Op. 226 – Concerto pour alto da gamba et autres instruments - Op. 227 – Explosions pour deux pianos - Op. 228 – Quatuor à cordes nº 8 (Dartmouth) - Op. 229 – Symphonic Paraphrase, pour orchestre - Op. 230 – Paraphrase on Aarhus Tappenstreg, pour piano et orchestre - Op. 231 – Mini-Symphony; pour orchestre de chambre - Op. 232 – Quatuor à cordes nº 9 - Op. 233 – Toccata, Aria, and Fugue pour orgue - Op. 234 – Aria with Variations, pour épinette - Op. 235 – Maximillian 1 Suite, pour violon et piano - Op. 236 – Canon Photographs Duet, pour alto et piano - Op. 237 – Duet, pour alto et orgue - Op. 238 – Pan on Defensive, An Open Air Sketch, pour orgue - Op. 239 – In the Forest Suite, pour horn solo - Op. 240 – Shelley Songs (18), pour voix et piano - Op. 241 – Paganini Variations, pour piano - Op. 242 – Mozart Variations, pour piano - Op. 243 – Concerto pour piano nº 7 - Op. 244 – Eastern Gasworks nº 2; pour orchestre - Op. 245 – Bonner Sonata, pour piano - Op. 246 – Vibrations, pour piano préparé (notation graphique) - Op. 247 – chœur Daniensis nº 2; pour piano et orchestre - Op. 248 – Hofmann Sonate; pour piano - Op. 249 – chœur Daniensis, pour ensemble - Op. 250 – Vibrations (2nd Version), pour piano préparé - (Op. 251) – Psycho-biological Music; pour musique électronique - Op. 252 – Songs without Words (4), pour piano - Op. 253 – Italian Comedies (3), pour piano - Op. 254 – Serapion Brothers, pour piano - Op. 255 – Mini Cantata, pour children's chœur et percussion (notation graphique) - Op. 256 – Peep Show, pour piano - Op. 257 – Sonata pour 12 instruments; pour grand ensemble - Op. 258 – The Plant Garden, opéra (incomplet) - Op. 259 – Duarder Suite, pour accordéon et percussion - Op. 260 – Trio, pour clarinette, violoncelle, et piano - Op. 261 – Formula; pour orchestre - Op. 262 – Window Music, pour chœur et orchestre - Op. 263 – Napoleon Sonata, piano - Op. 264 – Rossini Sonata, piano - Op. 265 – Devrient Sonata, pour piano - Op. 266 – Extracts; pour orchestre (notation graphique) - (Op. 266) – Sonatine in B, pour clavecin à 4 mains - Op. 267 – Busonism Audiovisual Concert Piece; pour piano et orchestre - Op. 268 – Sonate pour violoncelle nº 3 - Op. 269 – Clarinet Concerto nº 1 - Op. 270 – Overture and Epilogue pour Jenny von Westphalen, pour orchestre - Op. 271 – Julienne, pour violoncelle et piano (notation graphique) - Op. 272 – Epitaph pour Igor Stravinsky; pour orchestre - Op. 273 – Pavane, pour piano - Op. 274 – Grosses Trio, pour flûte, violoncelle, et piano - Op. 275 – Turkey, Cartography Sonata, pour piano - (Op. 275) – Concerto pour violon nº 3 Paganini Concerto (incomplet) - Op. 276 – Choral Songs from Authentic Texts (2), pour chœur a capella - Op. 277 – Sonate pour trombone - Op. 278 – Sextuor; pour piano et quintette à vent - Op. 279 – Pollution Ballad, pour chœur mixte - Op. 280 – Sonate pour violon nº 6 - Op. 281 – Hommage to Picasso, pour piano - Op. 282 – Hommage to César Franck, pour flûte et piano - Op. 283 – La Menagerie Roullier, Cantata, pour narrator et instruments - Op. 284 – Text Sonata, pour piano - Op. 285 – Zeit 17, Interlude, Zeit 18, pour voix et quatuor à cordes - Op. 286 – Suite Royal; pour orchestre de vents - Op. 287 - Emil Kraepelin Study, pour violon solo - Op. 288 – Lyrical Songs (2), pour voix et piano - Op. 289 – Sonate pour violoncelle nº 4 - Op. 290 – Statics, pour violoncelle solo - Op. 291 – Organon Phlenomegno Germanico, pour piano - Op. 292 – Melody and Rhythm, pour accordéon - Op. 293 – Purist Variations (9), pour piano - Op. 294 – Saltholm, pour orchestre - Op. 295 – Otto von Guericke Suite, pour piano - Op. 296 – Abstracts, pour piano - Op. 297 – Substance, pour piano - Op. 298 – Improvement and Completion in Concert, pour piano - Op. 301 – Trio, pour flûte, clavecin, et piano - Op. 302 – Galilæi, pour ensemble de chambre - Op. 303 – Alto Concerto - Op. 305 – After-Dinner Concert, pour piano - Op. 306 – Suite as Far as Jazz is Concerned, pour big band - Op. 310 – Charming Sound, pour ensemble de chambre - Op. 311 – Concerto pour violoncelle nº 2 - Op. 312 – From My London Diary, pour piano - Op. 313 – Document 5 nº 1 pour orchestre (notation graphique) - Op. 314 – Sonate pour flûte ? | - Op. 315 – Document 5 nº 2 pour orchestre (notation graphique) - Op. 316 – Sonate pour basson - Op. 317 – Sydsjællandske Sonata, pour piano - Op. 318 – Suite, pour violoncelle et piano - Op. 319 – Sonate pour violon nº 7 - Op. 320 – Sonate pour saxo alto - Op. 321 – 2nd Collection of Preludes (10), pour piano - Op. 322 – Suite, pour violon et piano - Op. 323 – Micro-Marco, pour piano - Op. 324 – Study on the G-String of Paganini's violon, pour violon solo - Op. 325 – Solo Element, pour piano - Op. 326 – Sonate pour piano nº 11 The Italian - Op. 327 – Duo Concertante, pour violon et piano - Op. 328 – The Automaton; opéera - Op. 329 – Wittgenstein Piece, pour violon et piano - Op. 330 – 3 Sonatas and Partitas; violon solo - Op. 331 – Dar-es-Sallam, pour violon et piano - Op. 332 – Sketches (6), pour violoncelle solo - Op. 333 – Observations. Psycho-biological Suite, pour flûte, hautbois et piano - Op. 334 – Bones and Flesh Concerto, pour deux pianos - Op. 335 – Sounds and Silhouettes, pour piano, contrebasse (notation graphique) - Op. 336 – Sonate pour piano nº 12 - Op. 337 – The Hoopoe; pour orchestre de chambre - Op. 338 – Quatuor à cordes nº 10 - Op. 339 – Pupitre 14; pour orchestre de chambre - Op. 340 – Sonare Quatuor, pour flûte à bec, hautbois, alto da gamba, et épinette - Op. 341 – Pianists and Protestors, pour piano (incomplet) - Op. 342 – Joseph von Eichendorff Cycle, pour baryton et piano (incomplet) - Op. 343 – Duettino, pour flûte et cor anglais - Op. 344 – Happy Birthday, pour piano - Op. 345 – Quatuor de flûtes nº 1 - Op. 346 – Four Activities; pour SSA chœur - Op. 347 – Cathegoriæ sacrale nº 1, pour chœur - Op. 348 – Sonate pour piano nº 13 - (Op. 348) – Bird Song Suite, pour piano (notation graphique) - Op. 349 – Popular orgueization nº 1, pour orgue - Op. 350 – Popular orgueization nº 2, pour orgue - Op. 351 – Popular orgueization nº 3, pour orgue - Op. 352 – Popular orgueization nº 4, pour orgue - Op. 353 – Dialect, pour violon et accordéon (notation graphique) - Op. 354 – Variations on The Volga Boatman; pour violoncelle - Op. 355 – The Bank Manager, opéra - Op. 356 – Chamber Sonata nº 1, pour deux flûtes et orgue - Op. 357 – Chronicle on René Descartes; pour orchestre - Op. 358 – Sonata nº 1, pour violoncelle solo - Op. 359 – Sonata nº 2, pour violoncelle solo - Op. 360 – Sonata nº 3, pour violoncelle solo - Op. 361 – Sonata nº 4, pour violoncelle solo (incomplet) - Op. 362 – Sonata nº 5, pour violoncelle solo (incomplet) - Op. 363 – Sonata nº 6, pour violoncelle solo (incomplet) - Op. 364 – Sonata Populare; pour orgue et orchestre de chambre - Op. 365 – Dialogue til en horst; pour ??? - Op. 366 – Danmark's Cantata; pour SATB solistes, chœur, et orchestre - Op. 367 – Stills; pour piano et orchestre (incomplet) - Op. 368 – Quatuor de flûtes nº 2 - Op. 369 – Chropiamonos, pour mouth orgue et piano - Op. 370 – Crete, Ancient Variations, pour piano - Op. 371 – Jazz at a Conservatory; pour piano - Op. 372 – Chamber Sonata nº 2, pour deux flûtes et orgue - Op. 373 – Concerto pour tuba - Op. 374 – Concerto pour violon nº 4 - Op. 375 – Concerto pour Three Types of Clarinet (B, Eb, et Basse) - Op. 376 – Trio, pour violon, violoncelle, et piano - Op. 377 – Duet, pour flûte et basson - Op. 378 – Sinfonietta; pour cuivres et percussion - Op. 379 – The Tempered Piano vol. 2 - Op. 380 – Quatuor, pour deux flûtes, basson, et clavecin - Op. 381 – Hommage to Hegel, pour flûte solo - Op. 382 – Confirmation Music, pour orgue - Op. 383 – Leipzigertage; pour piano et orchestre - Op. 384 – Overture, pour piano - Op. 385 – Quatuor de flûtes nº 3 - Op. 386 – Concerto pour flûte et cordes - Op. 387 – Military Marches (3), pour orchestre de vents - Op. 388 – Concerto pour flûte nº 2 - Op. 389 – Bitter Skiffle, pour flûte, flûte basse, et piano - Op. 390 – Sinfonia Concertante nº 2; pour quintette à vent et orchestre - Op. 391 – Symmetrical Sonata, pour flûte à bec solo - Op. 392 – Quatuor à cordes nº 11 - Op. 393 – Tuba Sonata - Op. 394 – Hula-hula Compositions (5), pour cuivres et percussion - Op. 395 – Hula-hula Compositions (2), pour vents et percussion - Op. 396 – Capriccio; pour tuba et orchestre - Op. 397 – Prelude, pour deux pianos - Op. 398 – Study, pour sept pianos électriques - Op. 399 – Chimes All Over the World, pour bande électronique - Op. 400 – The Tempered Piano vol. 3 - Op. 401 – Toleranza; pour petit ensemble de cuivres - Op. 402 – Sinfonia; pour orchestre de chambre - Op. 403 – Hommage to Joseph Beuys (7), divers instruments et piano - Op. 404 – Duell, ballet - Op. 405 – Quintette; pour 4 flûtes et piano Spaghetti - Op. 406 – Sonata, pour flûte et orgue - Op. 407 – Nocturne, pour violon, violoncelle, accordéon, piano à 4 mains, et percussion - Op. 408 – Sonata nº 2, pour flûte et orgue - Op. 409 – The Tempered Piano vol. 4 - Op. 410 – Vasco de Gama, pour piano - Op. 411 – Punktum Finale; pour orchestre - Op. 412 – Diatonic Sonata, pour tuba et quintette à vent - Op. 413 – Something pour a Workshop, pour ensemble de chambre - Op. 414 – Adagio; pour flûte et orgue - Op. 415 – Sarcasm, pour flûte, piccolo, et orgue - Op. 416 – Hommage to Zurich, Dadaist Suite, pour MS, flûte, alto, et violoncelle - Op. 417 – Sonate; pour violon, alto, violoncelle, et piano - Op. 418 – We All Have Some Delay; pour quintette de cuivres (semi-aléatoire) - Op. 419 – Baroque Concerto, pour hautbois et cordes - Op. 420 – Joseph Beuys Sonata, pour piano ou piano préparé - Op. 421 – Knaldperle; pour orchestre - Op. 422 – alto Sonata - Op. 423 – Hommage to Man Ray, pour flûte et piano - Op. 424 – Variations on The Missing Mouse, pour piccolo - Op. 425 – Hans (Jean) Arp Sonata, pour piano et bande électronique - Op. 426 – Preludes and Fugues (17), pour orgue - (Op. 426) – In Memory of George Maciunas, pour piano et electric piano - (Op. 426) – Breakdown, pas d'instrumentation - Op. 427 – 1.5 Fugue, pour violoncelle et piano - Op. 428 – The Tempered Piano vol. 5 - Op. 429 - Barraque Dull Odde Suite, pour piano - Op. 430 – In an Atmosphere of Italian Futurism, pour orchestre - Op. 431 – Hyfer, pour marimba - Op. 432 – Symphonie nº 15 Marrakesh - Op. 433 – Dance and Counter-Dance (5), pour piano à 4 mains - Op. 434 – Fragment, pour orchestre - Op. 435 – Pieces (2), pour piano - Op. 436 – Ultra-Short Pieces (8), pour piano - Op. 437 – Sonate pour orgue nº 1 - Op. 438 – Variazioni Senza Tema; pour piano et orchestre - Op. 439 – Klavierstykke, pour piano - Op. 440 –Trilogy, pour piano - Op. 441 – Sonate pour piano nº 14 - Op. 442 – A Psalm and a Poem; pour SATB chœur et orchestre - Op. 443 – Pariser Suite, pour piano - Op. 444 – Concerto pour violoncelle nº 3 - Op. 445 – Horn Concerto - Op. 446 – Sonata nº 2; pour deux pianos - Op. 447 – Sonate pour piano nº 15 Salzburg - Op. 448 - Annæ-piece, pour violoncelle et piano - Op. 449 – Theme With Variations; pour deux pianos - Op. 450 – Concerto pour piano nº 8 - Op. 451 – Observations. Psycho-biological Suite, pour flûte, hautbois et piano (rev.) - Op. 452 – Piece pour Television, pour hautbois, horn, violon, violoncelle, et piano - Op. 453 – Concerto pour violon nº 3 - Op. 454 – Waltzes (3), pour deux pianos - Op. 455 – Reflections, pour orgue - Op. 456 – Sonate pour piano nº 16 - Op. 457 – Sonate pour piano nº 17 - Op. 458 – Inventions (21); pour orgue - Op. 459 – Sonate pour piano nº 18 - Op. 460 – Sonate pour piano nº 19 - Op. 461 – Sonate pour piano nº 20 - Op. 462 – Sonate pour piano nº 21 - Op. 463 – Psalms (20), pour chœur mixte et orgue - Op. 464 – Etudes (16); pour violoncelle - Op. 465 – Mimosas, pour orgue - Op. 466 – Easy Sonata, pour deux pianos - Op. 467 – Bokkenheuser Elegy, piano à 4 mains - Op. 468 – Sonate pour piano nº 22 - Op. 469 – DSB Overture; pour cuivres ou orchestre d'harmonie - Op. 470 – The Tempered Piano vol. 6 - Op. 471 – Emancipation, pour saxo alto et piano - Op. 472 – Ultra-short Pieces (33), pour piano - Op. 473 – Chromatic Sonatina, pour piano - Op. 474 – Climatic Changes; pour saxo baryton, piano, et ensemble de chambre - Op. 475 – Hommage to Pierre Boulez, pour deux pianos - Op. 476 – Hyldest til Ærø, pour piano - Op. 477 – Quartetto Brioso, pour flûte, violon, alto, et violoncelle - Op. 478 – Sonate pour saxo soprano - Op. 479 – Theme and Variations, pour piano à 4 mains - Op. 480 – Pièce, pour saxo soprano solo - Op. 481 – Termalen, pour voix, violoncelle, et piano - Op. 482 – Concerto nº 2, pour 2 pianos et orchestre - Op. 483 – Concertino; pour piano, bois, et percussion - Op. 484 – Sonate pour saxo ténor - Op. 485 – Sonate pour saxo baryton - Op. 486 – Soloists Duo, pour deux pianos - Op. 487 – Alceste Overture, pour deux pianos - Op. 488 – Concerto; pour section réduite de cordes - Op. 489 – Song Cycle, pour soprano et guitare - Op. 490 – Motivation, pour carillon - Op. 491 – Pezzo I, Pezzo II, pour piano - Op. 492 – Quasi una Passacaglia; pour orgue - Op. 493 – Duettino, pour flûte et guitare - Op. 494 – Jubilee Prelude, pour orgue - Op. 495 – Forest Pieces (6); pour piano - Op. 496 – Amalgam, pour deux pianos - Op. 497 – Music of the Firebirds, pour piano à 4 mains - Op. 498 – Sonatina, pour saxo alto et piano - Op. 499 – Spies Composition, pour deux trompettes et piano - Op. 500 – Savanorola, opéra - Op. 501 – Institute pour Humanistic Studies Composition, pour deux flûtes et piano - Op. 502 – Sonata, pour flûte et guitare - Op. 503 – Sonata, pour harp solo - Op. 504 – Plankton; pour 2 pianos et large ensemble - Op. 505 – Løgumkloster Suite, pour piano - Op. 506 – Goldberg Variations, nº 2, pour piano - Op. 507 – Quatuor à cordes in One Movement - Op. 508 – Ohm, pour piano à 4 mains - Op. 509 – Symphonie nº 16 - Op. 510 – Sonate pour hautbois - Op. 511 – Surroundings, pour quatuor à cordes - Op. 512 – Star Tour Hymn, pour piano - Op. 513 – Airplane March, pour piano - Op. 514 – DSB Gavotte; pour violon, violoncelle, et piano - Op. 515 – Sometimes OK, pour ??? - Op. 518 – Water Level, pour piano à 4 mains - Op. 519 – Quatuor à cordes nº 14 - Op. 520 – The Wild Painter, pour trois flûtes - Op. 521 – Mini Cantata, pour recitative, violon, clarinette, et piano - Op. 522 – Symphonie nº 17 - Op. 523 – Symphonie nº 18 - Op. 524 – Symphonie nº 19 - Op. 525 – Symphonie nº 20 - Op. 526 – Symphonie nº 21 (Niels Ebbesen) - Op. 527 – Symphonie nº 22 - Op. 528 – Water Music II; pour grand ensemble - Op. 529 – Hieroglyph nº 2, pour deux pianos - Op. 530 – The Tempered Piano vol. 7 - Op. 531 – Duo concertante; pour violon et contrebasse - Op. 532 – The Tempered Piano vol. 8 - Op. 533 – Fantasy and Fugue on BACH, pour deux pianos - Op. 534 – Forbundne Bassiner, pour flûte et piano - Op. 535 – Bolero II; pour piano et big band - Op. 537 – Ondine II; pour piano - Op. 538 – Poetic Sonatine, Intermezzo, pour violon et violoncelle - Op. 539 – Duo, pour violon et alto - Op. 540 – Bass Sax Sonata - Op. 541 – The Tempered Piano vol. 9 - Op. 542 – The Tempered Piano vol. 10 - Op. 543 – Poetic Sonatine II, Burla, pour hautbois solo - Op. 544 – Hommage to Carl Nielsen, pour deux pianos - Op. 545 – Panorama, pour 11 instruments - Op. 546 – The Tempered Piano vol. 11 - Op. 547 – Concerto pour Dizzy; pour trompette et orchestre - Op. 548 – Piece, pour big band - Op. 549 – Chôro Daniensis; pour flûte, clarinette, violoncelle, guitare, piano, et percussion - Op. 550 – Pollicino Quatuor, pour violon, alto, violoncelle, et contrebasse - Op. 551 – Cabaret Voltaire, pour guitare - Op. 552 – Æbeltoft Fanfare, pour trompette - Op. 553 – Trio nº 4, pour violon, violoncelle, et piano - Op. 554 – The Tempered Piano vol. 12 - Op. 555 – Shells; pour quatuor de saxos - Op. 556 – Symphonie nº 23 Kaldet Piræus - Op. 557 – The Tragedy of Lady Day, pour mezzo-soprano et big band - Op. 559 – Little Suite, pour piano - Op. 560 – Tribute to the Mediterranean, piano (incomplet) - Op. 561 – Fantasy I, Intermezzo, Fantasy II, pour piano - Op. 562 – Mazurka, pour piano - Op. 563 – Variations, pour piano - Op. 564 – Johannes the Seducer; pour SATB chœur et petit ensemble - Op. 565 – Sainkhonism, pour vocal solo et ensemble de chambre - Op. 566 – Quatuor, pour clarinette (B/A), violon, alto, et violoncelle - Op. 567 – IV Pezza (quasi una Sonata), pour deux pianos - Op. 568 – Copenhagen Suite nº 1 pour piano - Op. 569 – Copenhagen Suite nº 2 pour piano - Op. 570 – Copenhagen Suite nº 3 pour piano - Op. 571 – Copenhagen Suite nº 4 pour piano - Op. 572 – Pyramid, pour violoncelle, flûte, clarinette, percussion, guitare et piano - Op. 573 – Micro Trio, pour tuba, violon et percussion - Op. 574 – September Quintet, pour flûte, hautbois, violon, violoncelle et clavecin - Op. 575 – Opus Pundik, pour saxophone alto et piano - Op. 577 – Hus Forbi, pour hautbois, violoncelle et piano - Op. 578 – Chamber Concerto, pour clarinette solo et ensemble - Op. 579 – Spirals, pour clarinette, trompette et accordéon - Op. 582a – La Chien Rouge, pour tuba et piano - Op. 582b – La National Front, pour hautbois, clarinette et basson - Op. 583 – Jacques Chirac, pour quatuor à cordes (associé à Op. 582) - Op. 583 – Thirty Enzymes, pour piano - Op. 584 – Postulate and Paradox, pour piano - Op. 585 – Pneus, pour piano - Op. 586 – Infiltration, pour piano - Op. 589 – Prophilactic Prognosis, pour piano - Op. 590 – Kortspil, opéra de chambre (incomplet) - Op. 591 – Can you Hear Gershwin?, opéra de chambre (incomplet) - Op. 595 – Quatuor à cordes nº 16 - Op. 597 – Symphonie nº 24 - Op. 598 – Concertino, pour deux pianos - Op. 599 – Sonate pour piano nº 23 - Op. 600 – Little Studio Suite, pour piano - Op. 601 – Chamber Concert, pour solo piano, deux bassons, et percussion - Op. 608 – Tsetse Fly, pour flûte, clarinette, violon, violoncelle, guitare, piano, et percussion - Op. 611 – Naïve Song, pour mezzo-soprano et piano (incomplet) - Op. 613 – Vermichte Bemerkungen, pour petit ensemble - Op. 614 – Musical Menu, pour flûte, hautbois, violons, violoncelle, et clavecin (incomplet) - Op. 616 – Motto Hafniensis, pour piano - Op. 617a – Prologue, pour soprano, clarinette et piano - Op. 617b – Trenologue, pour soprano, clarinette et piano - Op. 618 – Hymn pour the Extra! Newspaper, pour voix et piano - Op. 620 – Ghost Stories (3), pour alto et ensemble - Op. 621 – Cellism, pour 12 violoncelles - Op. 624 – Sonate pour piano nº 26 - Op. 625 – Sonate pour piano nº 27 - Op. 626 – Sonate pour piano nº 28 - Op. 627 – Sonate pour piano nº 29 (Taiwanese) - Op. 630 – First Glitters, pour voix et ensemble - Op. 631 – Pezzo, pour piano - Op. 632 – Mantziu Sonata, pour piano - Op. 632 – Quartet Brevo, pour flûte, clarinette, violoncelle, et piano - Op. 633 – The Tempered Piano vol. 13 - Op. 634 – Sonate pour piano nº 30 Fetish - Op. 636 – Sonate pour piano nº 31 Brøndsonata - Op. 638 – The Tempered Piano vol. 14 - Op. 650 – Anti-Democratic Hymn to the Health Minister, pour saxophone baryton, trompettes, etc. - Op. 651 – Anti-Attention Hymn to the Social Minister, pour clarinette, harpe et guitare - Op. 652 – Anti-Murder Hymn to the Labor Minister, pour cor anglais, tuba violoncelle - Op. 662 – As a Man Approaches Eighty pour piano - Op. 663 – In Memory of Hector Villa-Lobos pour piano (incomplet) - Op. 664 – Strumenta Diabolica pour guitare |

## Pièces sans numéros d'opus
- Jazz Hieroglyph (?), pour deux pianos (1950)
- Fanfare, pour 4 flûtes à bec et cordes (1956)
- Reflections, pour orgue (1985)
- Beethoven en Face, pour piano (1987)
- Postcard-Composition, pour instrumentation variable (aléatoire) (1992)
- Contrapunctus XIV (fugue inachevée de J.S. Bach), pour orgue (1993)
- 26 Fragments, pour piano (basés sur les opus 436 et 559) (1996)
- Song from Joyce's Ulysses, pour soprano et piano (1998)
- Tosatset, pour violoncelle solo (1998)
- For Six Hands, pour piano à 6 mains (1999)
- Pezzo, pour saxophone, cornet, cor, tuba, violon, violoncelle, clavecin et percussions (1999)